# Рогволодов камень
Рогво́лодов ка́мень (бел. Рагвалодаў камень) (также Оршанский камень, Борисовский камень) — монументальный древнерусский памятник эпиграфики XII века, существовавший у деревни Дятлово Оршанского района Витебской области Беларуси в 18 километрах от Орши.

## Описание
На одной из сторон валуна неправильной формы, размером примерно 3 х 2,5 х 2 метра, высечен 6-конечный крест и надпись: «В лето 6679 месяца мая в 7 день доспен крест сей. Господи помози рабу своему Василию в крещении именем Рогволоду сыну Борисову». Высота букв около 15 см. Крест и надпись высечены по приказу друцкого князя Рогволода Борисовича, который после голодной зимы 1170—1171 годов освятил языческий камень в надежде на урожай.

## История изучения

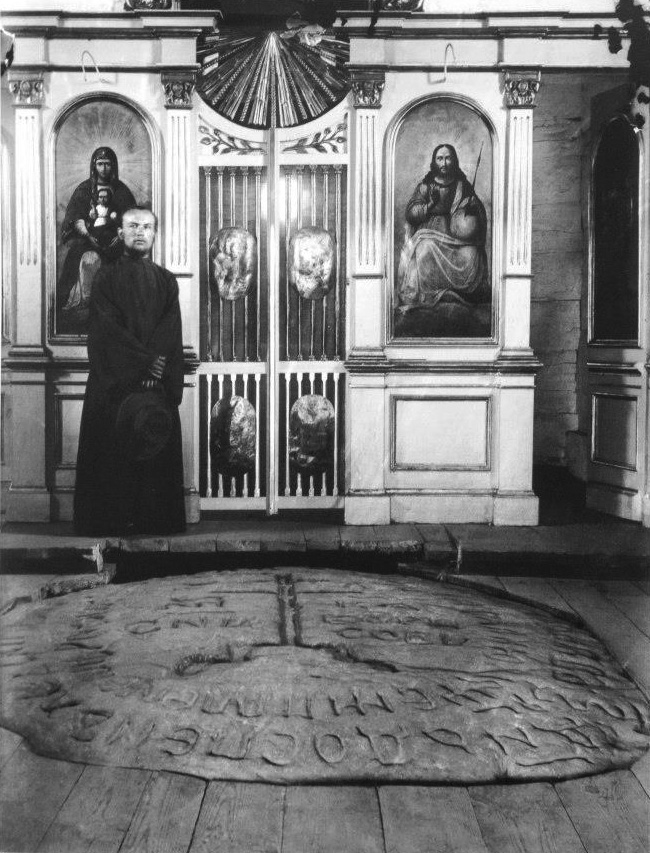
Рогволодов камень в церкви Бориса и Глеба, 1896 г.

По свидетельству П. И. Кёппена, для широкой общественности Рогволодов камень был открыт в 1792 году, когда известие о нём было опубликовано в «Академических ведомостях». В 1794 году Тимофей Мальгин включил упоминание о надписи на камне в третье издание своей книги «Зерцало российских государей». В его варианте прочтения надпись выглядела следующим образом: «Въ лѣто 6979 (1171) маія вЪ 6 день уоспень лрсніг и помази ч…іьбу своюму Василію БІажень… памяти сынь рос….. Володиме…сыны Борисовы». Приняв два последних слога слова «Рогволод» за первые два слога слова «Володимер», Мальгин посчитал, что камень является надгробием князя Василия Святославича, гипотетического внука Владимира Мономаха. После этого о камне забыли почти на четверть века.

### Ришардот
Следующая страница в изучении Рогволодова камня связана с деятельностью известного петербургского мецената и коллекционера графа Н. П. Румянцева. Узнав о древней надписи из сообщения Мальгина, он предпринял поначалу безуспешные попытки разыскать камень. Наконец, 2 мая 1818 года граф сам приехал в Оршу, где познакомился с вице-ректором Оршанской Иезуитской коллегии патером Десидерием Ришардотом, который обещал ему помочь в поисках. Итогом разысканий Ришардота стало описание найденного памятника, посланное им графу Румянцеву в Гомель. В нём он сообщал, что камень является гранитным надгробием, которое «поставлено среди часовни в 24 верстах от Орши на дороге к Толочину», а также что «сей надгробный камень поддерживается четырьмя столбами, и многие старики помнят, что под камнем сим был проход, и что ребята, играючи, под оный бегали, что сиё надгробие опустилось, ибо оно теперь совершенно лежит в земле». Ришардот считал, что текст надписи следует читать так: «В лѣто 6979/1171 месяца мая в 7 день успе; Господи помози рабу своему Василию, именем Рохволоду, сыну Борисову».
По мнению известного историка и археолога Л. В. Алексеева, легенда о том, что Рогволодов камень изначально являлся древним дольменом, под которым в XII веке было размещено погребение князя, неоднократно повторяемая многими позднейшими исследователями, восходит к данному сообщению иезуитского патера. Текст письма был напечатан в статье «Из Орши от 2 сентября» № 74 от 1818 года газеты «Северная почта» и принёс древнему памятнику широкую известность. В примечании к статье давалась выписка из письма известного церковного историка, археографа и библиографа митрополита Евгения (Болховитинова) к графу Румянцеву, в котором он выражал удивление существованию надгробия, так как считал, что надгробия на Руси не ставились.

### Канкрин

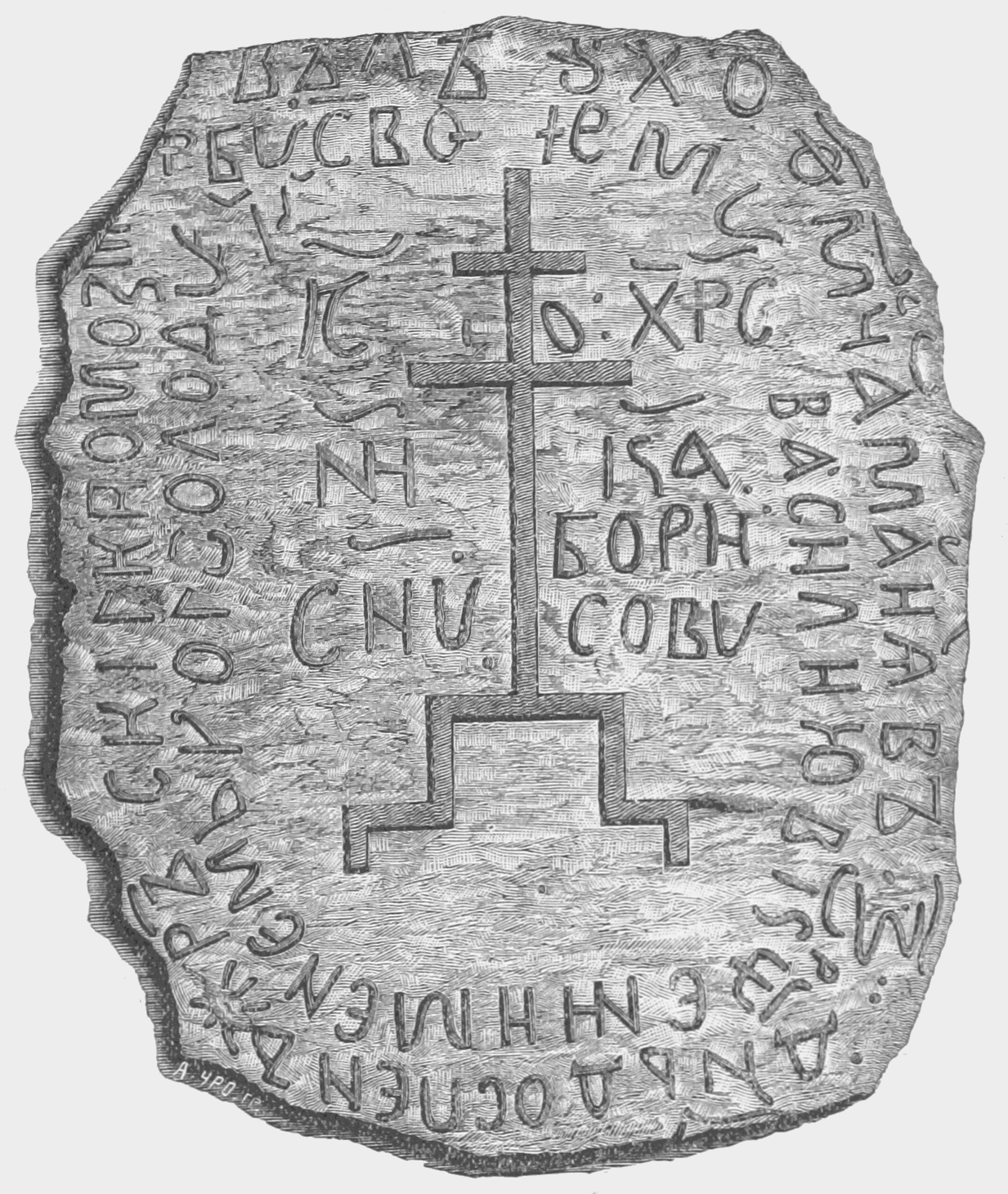
Изображение Рогволодова камня

В октябре 1818 года Румянцев неожиданно получил объёмный пакет документов за подписью генерала Е. Ф. Канкрина, содержащий описание Рогволодова камня, рисунки, сделанные с него, и новое, совершенно точное прочтение надписи на нём. С некоторыми сокращениями данные сведения были напечатаны в статье «Из Шклова от 25 октября» № 89 от 1818 года всё той же газеты «Северная почта».
Своё обстоятельное исследование Канкрин начинает с опроса населения: «Ещё до построения часовни, и с самых древних времён, как уверяют жители, ежегодно в день Бориса и Глеба, отправляемо было молебствование на сем камне, который для ограды от скота был обведён рвом. Во время покойного ген. Зорича шкловские кадеты окопали камень сей и нашли его лежащим глубоко в земле со стороны престола, до 2½ аршин и более, со стороны двери он тонее, что подтвердилось и при нас посредством щупа». Таким образом, камень представлял собой валун неправильной формы, а не плоскую плиту («лик»), как считали некоторые авторы, руководствуясь при этом только его изображениями.
Изучая «породу» камня, генерал отмечает, что камень не является гранитом, при этом делая замечание о местном его происхождении: «Довольно примечательно, отчего чуждый сей части России камень находится на сем месте, но величина и фигура оного доказывают, что он не есть привозный. В речке Дятловке между разными круглыщами нашли, однако, и сей самый вид камня».
По поводу того, что камень когда-то был дольменом, Канкрин, в противовес Ришардоту, указывает: «Рассказы, будто сей камень лежал на столбах и можно было проходить под оным, суть явная басня, ибо и следов столбов нет, да и нижняя поверхность камня того не позволяет, сверх того и старожилы говорят противное…».
Переходя к описанию самой надписи, генерал, споря с иезуитским патером, замечает, что текст её следует читать таким образом: «В лѣ 6679 месяца мая в 7 день доспен (а не „успе“, как несправедливо сказано в описании патера Ришардота) (храм или крест) сей; Господи, помози рабу своему Василию въ крещении именем Рогволоду (а подле самого изображения креста) — сыну Борисову». Таким образом, Канкрин считает, что тут нет речи о смерти («успении») и надгробии, а данное слово в надписи следует читать как «доспен» (сделан, совершён, в старинном смысле глагола «доспеть»). В то же время следующее слово оказалось повреждено и позволяло допустить два толкования: храм («хръ») или крест («кръ»). В итоге автор заключает: «Из сего-то открывается, что какой-то Рогволод или построил тут церковь, или велел выдолбить крест на сем камне. Если церковь, то была она деревянная, ибо не видно следов фундамента, да и ландвойт уверил, что кадеты отыскивали таковой, да не нашли. Вернее, однако, что должно читать „крест“ (…) (это) подкрепляется ещё и тем, что 7-е мая есть праздник знамения небесного креста…».
В заключении своего исследования автор делает интересную «догадку»: «Сей камень (…) по свойству своему и пространству своему был замечаем ещё во времена язычества, и что к нему обратилось какое-то суеверие, м. б. что тут была священная роща и даже жертвоприношение на камне, по тогдашнему обычаю, и что Рогволод для употребления сего остатка древнего народного суеверия или построил, как часто делалось, на сем месте церковь, или велел только изобразить на оном знаки христианские. (…) Стало быть, не только касается светской истории, а есть один из древнейших памятников введения христианства в сем краю». Данные мысли Е. Ф. Канкрина вполне соотносятся с теми выводами, к которым пришли современные исследователи.
Ознакомившись с данными Канкрина, опубликованными в «Северной Почте», российский историк Н. М. Карамзин добавил сведения о Рогволодовом камне во второе издание своего известного труда «История государства Российского» и, сверившись с летописными источниками, стал первым, кто определил, что заказчиком надписи на камне является князь полоцкий Рогволод Борисович.

### Кёппен

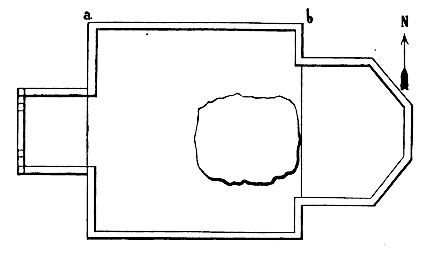
П. И. Кёппен. План церкви Бориса и Глеба. Из чертежа видно как камень лежал в храме. Длина линии ab составляет 9 и 3/7 аршина (примерно 6,75 метра)

В мае 1819 года Рогволодов камень изучал известный историк и этнограф П. И. Кёппен вместе со своим другом естествоиспытателем И. А. Гарижским. В материалах своих исследований Кёппен в основном повторяет сведения, полученные его предшественниками, соглашаясь с мнением по поводу камня, изложенным Е. Ф. Канкриным. Однако от себя он добавляет, что слово, которое Канкрин затруднялся интерпретировать как «хръ» (храм) или как «кръ» (крест), можно также прочесть как «жръ» (жертвенник?). В этом случае, как считает автор, речь может идти о построении храма (алтаря), так как при заложении и освящении его часто как раз слово «жертвенник» и употребляется.
Согласно сведениям Кёппена, церковь во имя св. мучеников Бориса и Глеба над камнем была построена в 1805 году. Благословение на её строительство было исходатайствовано местным ландвойтом и священником голошевской сельской церкви у архиепископа Могилёвского и Витебского Анастасия (Братановского). В том же году как архиепископ Анастасий, так и пребывавший в Шклове генерал-майор Зорич посылали в Дятловку нарочных для осмотра и изображения Рогволодова камня.
Церковь была разорена французами в Отечественную войну 1812 года: перила у камня сломаны, иконостас повреждён, так что при посещении Кёппеном в 1819 году в ней ещё не отправлялись богослужения. Исследователь отмечает, что половые доски, находящиеся вровень с верхней поверхностью камня, уцелели; выдолбленные на камне буквы были заполнены землёй.

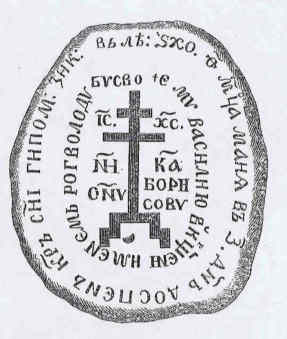
Тышкевич К. П. Изображение Рогволодова камня. 1847 г.

### Тышкевич
Видный белорусский историк, археолог, этнограф и фольклорист К. П. Тышкевич, исследовавший камень в 1847 году, отчасти подтверждая сказанное патером Ришардотом, приводит сведения, полученные от местных жителей о том, что раньше под камнем было «порожнее место», куда прятались пастухи от дождя, которое впоследствии «засыпалось», а камень всё более и более погружался в землю. Также автор сохранил в своих материалах одну интересную легенду: «Местные поселяне рассказывают слышанное от дедов своих, что этот камень был на четырёх ногах и имел голову, что в совокупности представляло фигуру животного. Есть о нём такое предание, что тамошний мельник, отрубив ему голову, переделал на мельничный камень, который не только сам перемололся в песок, но также измолол всё состояние и все семейство мельника».

### Рыбаков

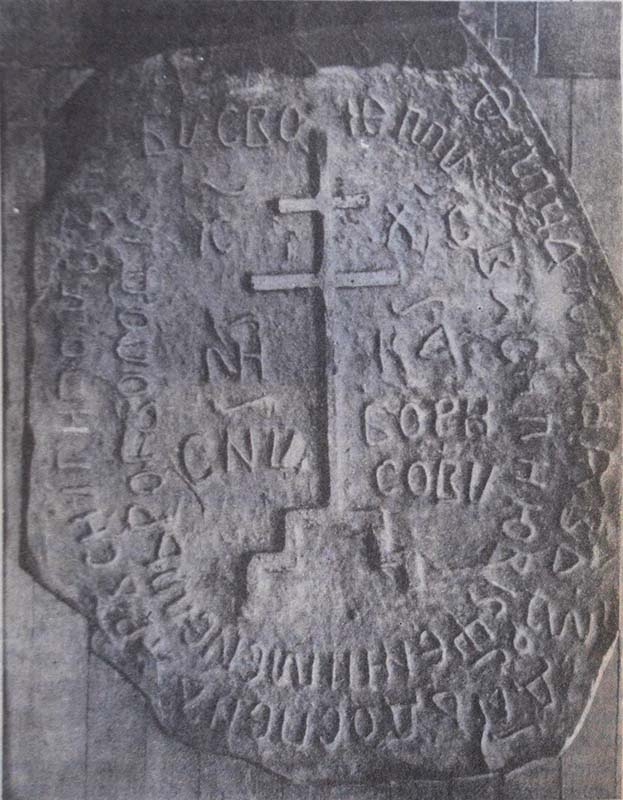
Рогволодов камень.
1896 год

Известный советский историк и археолог Б. А. Рыбаков, занимаясь в 1960-х годах исследованием материалов, относящихся к Рогволодову камню, высказал интересное предположение о его связи с так называемыми Борисовыми камнями, надписи на которых были сделаны по приказу отца Рогволода — Бориса Всеславича. По мнению исследователя, причиной «крещения» камней в обоих случаях был голод. Под 6678 (1170) годом Новгородская летопись сообщает: «Бысть дорогъвь Новегороде: и купляху кадь ръжи по 4 гривне, а хлеб по 2 ногате, а мед по 10 кун пуд». Цену ржи голодного 1127 года, повлёкшего за собой создание надписей на Борисовых камнях, летописные источники определяют как «осминка по полугривне», то есть всё те же 4 гривны за кадь. Сопоставляя эти данные, Рыбаков предположил, что голодная зима 1170—1171 годов заставила Роволода Борисовича припомнить обряд освящения языческих камней, проведённый его отцом в надежде на хороший урожай в 1128 году, и «доспеть» ещё один крест в честь Бориса и Глеба, которые часто в народном фольклоре предстают в образе «святых пахарей». Связь камня с аграрным культом Бориса и Глеба, по мнению автора, подтверждается тем, что имя Бориса «выпячено» на центральное место под крестом, а также тем, что, несмотря на имя основателя Василий-Рогволод, камень всё же называли Борисоглебским.
Возвращаясь к материалам предыдущих исследователей камня, Рыбаков дополнительно указывает, что нет оснований считать его надгробием, так как в надписи испрашивается помощь живому человеку: «… помози господи…» — об умершем написали бы: «… помяни господи…».
Изучая палеографические особенности надписи, исследователь отмечает, как и во многих других полоцких надписях, злоупотребление «i» десятеричным, объясняя это близостью полоцких земель к западной Европе и, как следствие, знанием латинской графики. Также в качестве особенностей надписи отмечается очень широкая буква «М» и буква «У» без нижнего хвостика, близкая по написанию к латинской «U».

## Судьба памятника
Валун был взорван в 1930-х годах, якобы с целью строительства шоссе Москва-Минск, однако его обломки ещё долго лежали на своём месте. Белорусский краевед, писатель, публицист Юрка Витьбич, в 1939 году возглавлявший «Витебскую областную научную экспедицию по охране памятников революции, истории и искусства», упоминал, что его экспедиция обнаружила 28 больших и малых кусков камня, разбросанных взрывом на площади около 40 квадратных метров. Экспедиция выступила с предложением организовать на этом месте государственный заказник, собрать валун из обломков, взять Рогволодов камень под государственную охрану и создать его музей. Но, к сожалению, это так и не было сделано — осколки камня со временем затерялись. Какое-то время спустя Юрка Витьбич вынужден был с сожалением заметить: «Так погибла выдающаяся святыня белорусского народа… И понимают ли тамошние подрывники, что вся магистраль Москва — Минск стоит меньше, чем Рогволодов камень» (бел. : «Так загінула найвыдатнейшая святыня беларускага народу… І ці разумеюць тамтэйшыя падрыўнікі, што ўся магістраль Масква — Мінск каштуе менш за Рагваладоў камень»).

## Память

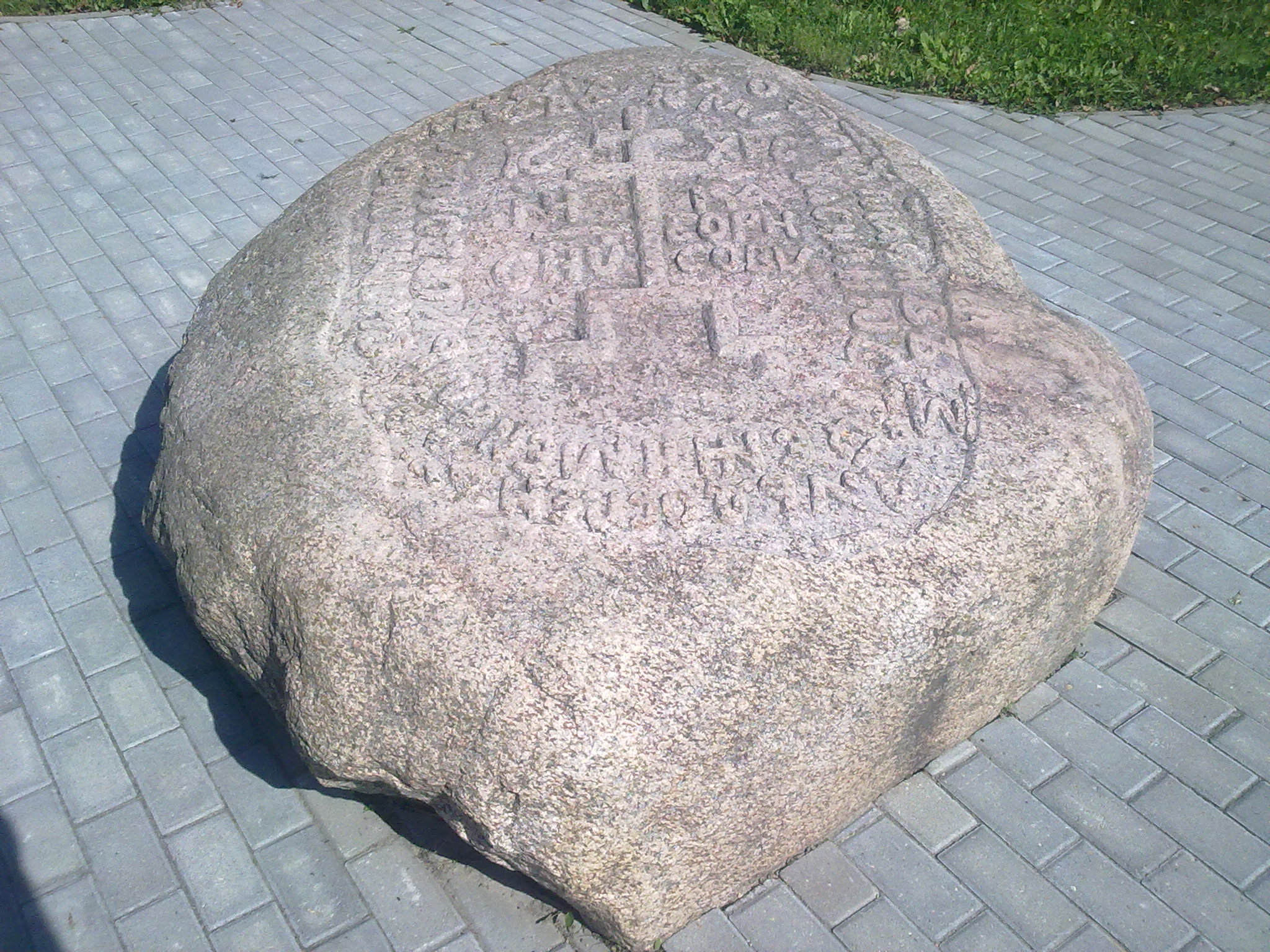
Памятник Рогволодову камню в Орше

- В 1998 году в Орше в рамках проведения республиканского праздника «День белорусской письменности» рядом с музеем истории и культуры города была установлена уменьшенная копия Рогволодова камня, воссозданная по сохранившимся фотографиям[16].
- В 2005 году в Минске установлен памятник камню работы скульптора Александра Тухто[17].
- 28 декабря 2011 года решением Кохановского поселкового Совета депутатов утверждён проект герба городского поселка Коханово. Это «… красный испанский щит, в верхней части которого серебряный меч с золотой рукоятью вверх, по сторонам от лезвия меча две пары золотых полумесяцев. Верхние полумесяцы рогами вниз, нижние — рогами вверх. В нижней части щита водружен золотой Рогволодов камень»[18].

## Интересные факты

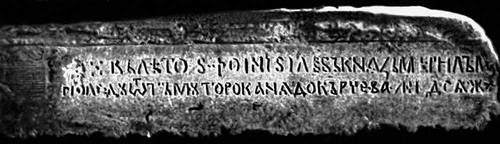
Тмутараканский камень

- В том же самом 1792 году, когда был найден Рогволодов камень, на Таманском полуострове был обнаружен ещё один памятник древнерусского языка — так называемый Тмутараканский камень. В 1794 году А. И. Мусиным-Пушкиным был впервые опубликован текст надписи на этом камне, гласящий: «В лето 6576 индикта 6 Глеб князь мерил море по леду от Тмутороканя до Корчева 14000 сажен». Эта публикация и последующие исследования А. Н. Оленина положили начало русской эпиграфике и палеографии[19].

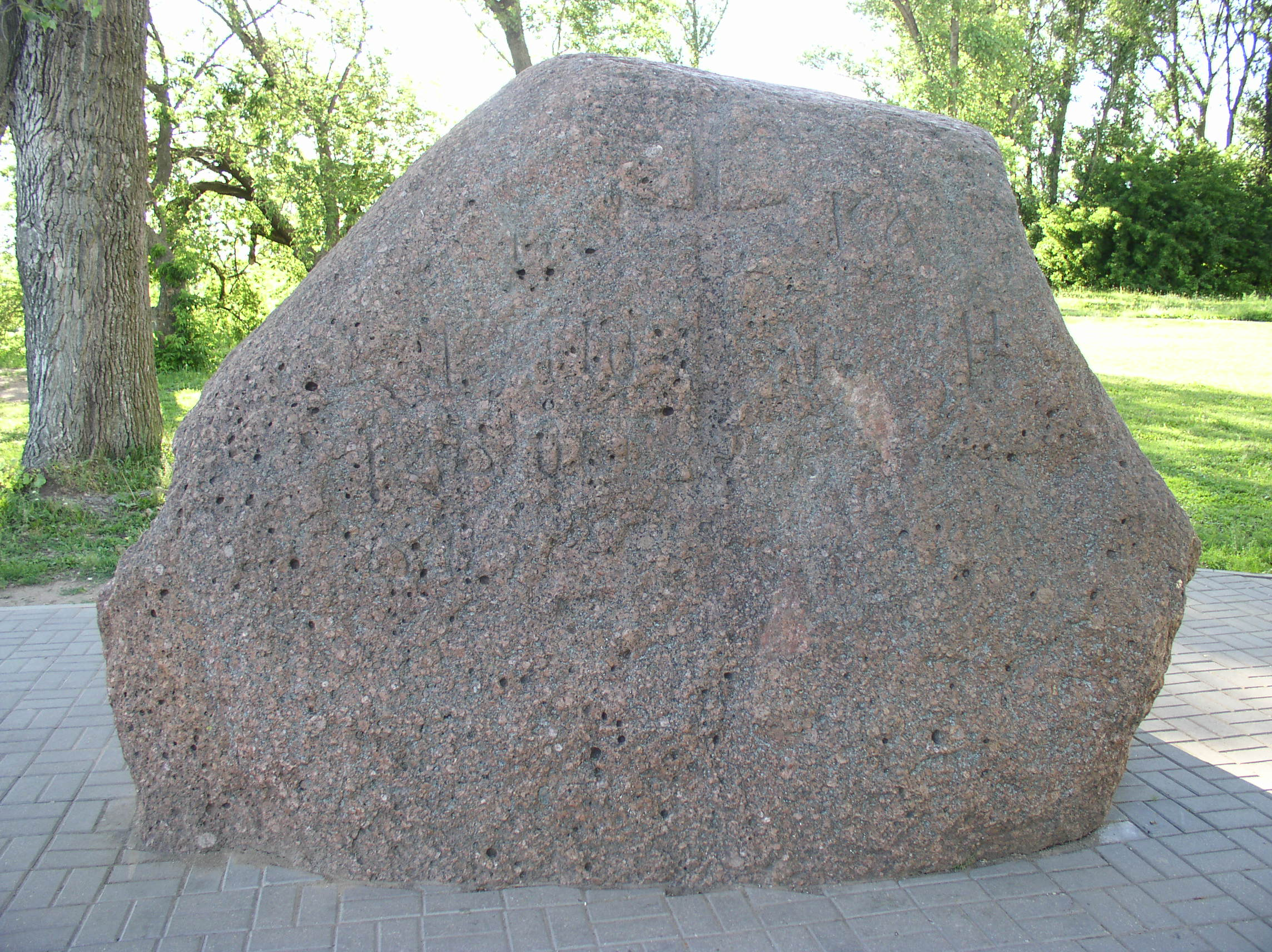
Борисов камень в Полоцке

- Генерал Е. Ф. Канкрин, изучавший Рогволодов камень в октябре 1818 года, увлечённый предпринятыми исследованиями, «взял меры об отыскании и осмотре» других камней в северной Беларуси. Через непродолжительное время он прислал графу Румянцеву ещё одно письмо с описанием нескольких так называемых Борисовых (Двинских) камней с нанесёнными на них крестами и надписями, находящихся в бассейне Западной Двины. Отдельно в этой записке Канкрин отмечает, что, так как один из камней сильно пострадал после того, как «надзиратель водных путей подпоручик Дебональ разорвал его порохом», то он предпринял меры о «пресечении подобного вандализма», связавшись с окружным начальником водных сообщений и двинским полицмейстером. Таким образом, открытие Рогволодова камня для широкой общественности послужило толчком к активному изучению других камней с древними надписями в данном регионе, их защите и сохранению для потомков[5].